# Richard Ripley

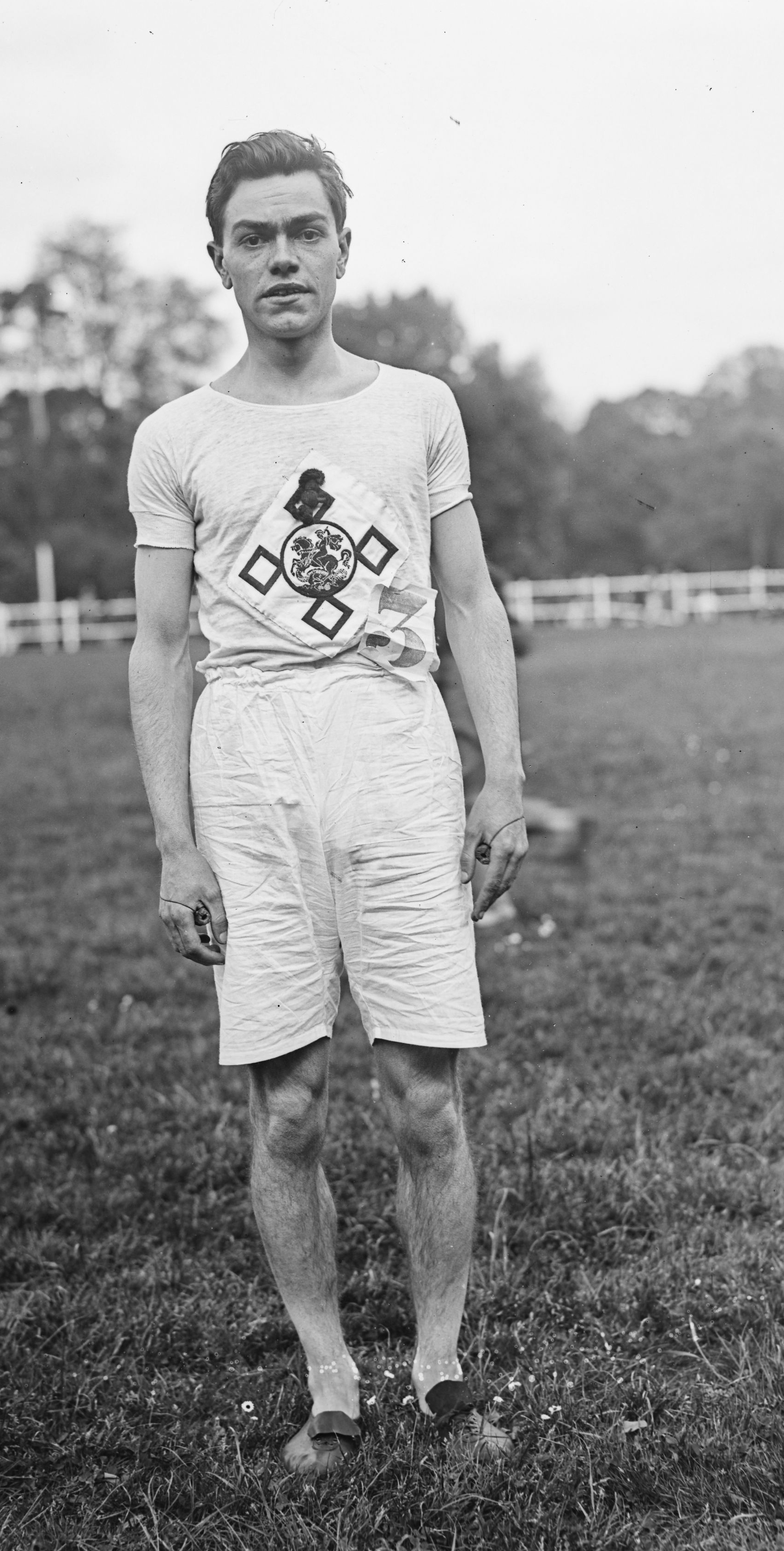
Richard Ripley

Richard Nicholson Ripley (* 23. Juni 1901 in Ormesby, Middlesbrough; † Juli 1996 in Hartlepool) war ein britischer Sprinter.
Bei den Olympischen Spielen 1924 in Paris gewann er mit der britischen Mannschaft Bronze in der 4-mal-400-Meter-Staffel.
1925 wurde er englischer Meister über 440 Yards.